# Monólogo
El monólogo es un discurso que genera una sola persona, dirigido tanto hacia un solo receptor como hacia varios receptores (lectores, auditorio, a una cosa, a un personaje o a un narrador). El monólogo es un recurso utilizado en todos los géneros literarios que puede encontrarse tanto en poesía, cuento, periodismo, revistas, guiones, discusión, teatro, como en novelas y hay tres tipos de monólogo: el cómico, el dramático y el interior.
Los monólogos comparten mucho en común con varios otros recursos literarios, incluidos soliloquios, apóstrofes y apartes. Sin embargo, existen distinciones entre cada uno de estos elementos.

## Características

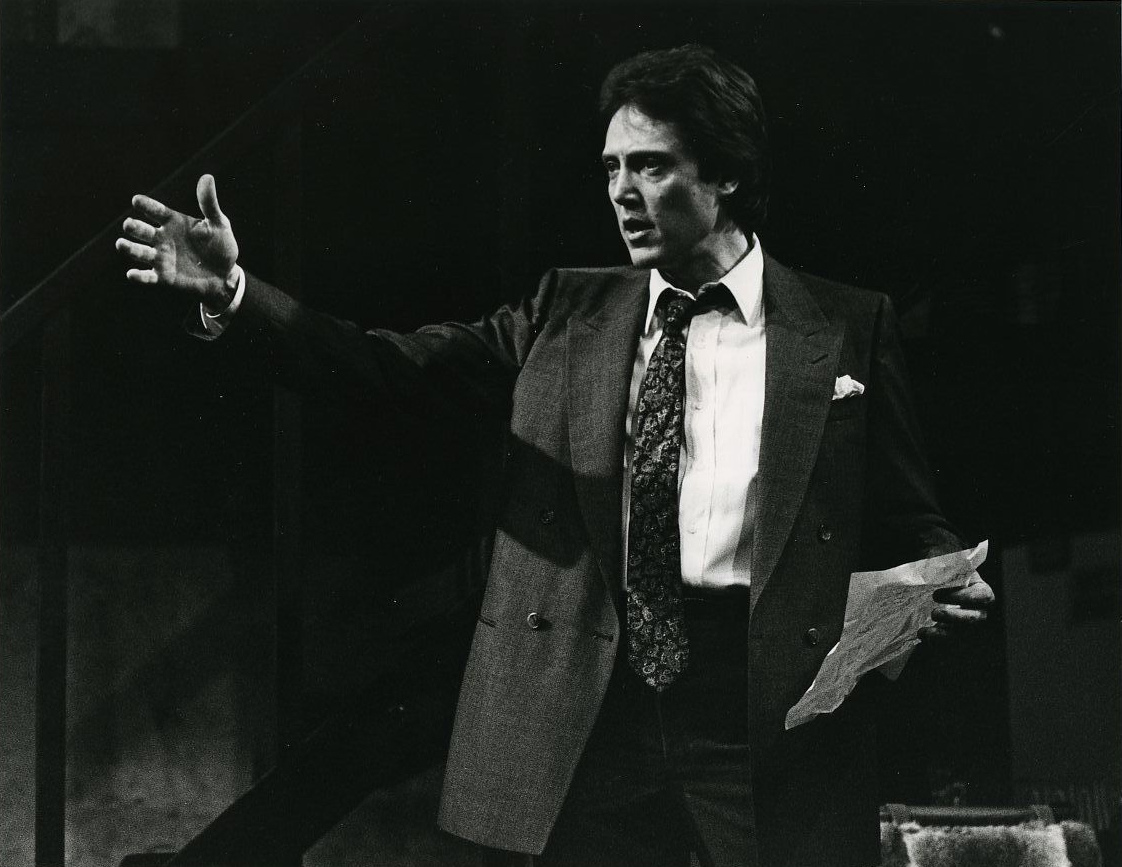
El actor Christopher Walken realizando un monólogo en una obra de teatro en 1984.

«El monólogo se diferencia del diálogo porque resalta el papel del interlocutor implementando interrogativas y referencias, las exclamaciones son frecuentes y atiende de manera limitada al discurso mismo. El personaje no se dirige a un interlocutor material sino que habla o piensa para sí mismo con autenticidad y desinhibición».
El personaje, se caracteriza por expresarse a través de dos medios: la voz y el pensamiento. Ambos procedimientos admiten dos modos de expresión:  
1. Enunciados de voz citada y diálogo: se refiere a cuando la voz está aislada o en réplica con otros personajes.
2. Enunciación de pensamiento: comprende el monólogo citado, monólogo auto citado, monólogo autónomo y pensamiento referido. «Pero puede suceder que la voz y el pensamiento aparezcan de modo cerrado, es decir, se ofrezcan en la narración desde posicionamientos más o menos solapados, produciéndose, por consiguiente, una cierta gradación según permanezcan o no el enunciador o el sujeto cognitivo del personaje».[4]

## El monólogo dramático
En dramaturgia, el monólogo, soliloquio, o escena unipersonal (que, con intervalos o subrayados musicales, es el género literario del siglo XVIII y XIX llamado melólogo, creado por el Pygmalion (1762) de Jean-Jacques Rousseau) es el género dramático en el que un personaje reflexiona en voz alta expresando sus pensamientos, percepciones y emociones a sí mismo y, por tanto, al público. El monólogo dramático consiste en percibir encima del escenario por parte del actor más de un personaje, imprecisa las diferencias que puedan existir dentro de lo narrativo, lo dramático y lo poético, manipulando el tiempo y el espacio al valerse la comunicación intelectual o afectiva que se pueda tener entre dos o más sujetos. Sirve para caracterizar a los personajes y por tanto posee un gran valor psicológico, al ser una herramienta de introspección. En ese sentido, son famosos los monólogos de las obras de William Shakespeare, como en Hamlet. El monólogo puede encubrir en realidad un diálogo que efectúa un personaje consigo mismo o que proyecta sobre un ser inanimado o desprovisto de razón para contestar: una mascota, un cuadro, una planta, una fotografía, etc. Incluso ante un cadáver que no puede responder, como es el caso de `Cinco horas con Mario, de Miguel Delibes. Otro artificio es escribir una carta que no será enviada y, por tanto, no contestada: por ejemplo, la Carta al padre, de Franz Kafka. Otras formas de proyección del monólogo se dan cuando se trata de diarios personales. Con frecuencia, sus redactores personalizan al diario como si fuera un confidente que nunca toma la palabra.
Los monólogos, en el teatro del Siglo de Oro español, solía encomendarse a los sonetos o a las décimas y así, en comedias donde existe un gran juego de caracteres, aparecen muchos sonetos, por ejemplo en El perro del hortelano de Lope de Vega.
Aunque el monólogo es un recurso utilizado por todos los géneros literarios, se aproxima especialmente al género lírico por su insistencia en el yo y en la subjetividad. Y pueden encontrarse monólogos tanto en el cuento como en el periódico o en la discusión.
Por otra parte, la denominación monólogo dramático (véase) denota también un género o modalidad de la lírica moderna creado en el posromanticismo del siglo XIX por Alfred Tennyson y desarrollado y consolidado por Robert Browning, que todavía sigue en boga entre los poetas culturalistas y en la poesía moderna en general.

## El monólogo cómico
El monólogo cómico es una técnica teatral interpretada siempre por un comediante normalmente de pie y sin ningún tipo de decoración o vestuario especial. Normalmente el intérprete o monologuista expone un tema o situación de la que va haciendo diversas observaciones siempre desde un punto de vista cómico con la intención de provocar la risa. Durante el transcurso del monólogo el público se va haciendo partícipe de la situación con planteamientos muchas veces ridículos y absurdos, y con frecuencia suele utilizarse un tono picante o reivindicativo de algo que suele ser una utopía. Es muy típico ver monólogos cómicos en diferentes locales de la vida nocturna (bares, películas, clubs, discotecas, etc.). Su popularización se está incrementando notablemente en los últimos años en España, si bien es un arte que existe desde hace mucho tiempo.

## El monólogo interior o interno
El monólogo interior o interno, o flujo de conciencia, es una técnica que intenta plasmar en el papel el flujo de presión del mundo real y el mundo interior, imaginado por alguno de los protagonistas. Con frecuencia, en este tipo de literatura, resulta complicado descifrar lo que ocurre. Normalmente, los escritores utilizan largas oraciones que se mueven de un pensamiento hacia otro. En algunas ocasiones, evitan utilizar signos de puntuación para no romper el flujo de ideas. También es una característica una sintaxis menos desarrollada, omisión de verbos u otros elementos conectores, cambios radicales del foco del pensamiento, interrupciones repentinas o repeticiones dubitativas. Así mismo, es frecuente el uso del estilo libre indirecto (es decir, la inclusión de pensamientos del personaje en el relato del narrador).
Durante el modernismo, varios escritores exploraron los diferentes mundos que constituyen la esfera privada (el interior de uno mismo, sus deseos o ideales) con la esfera pública (lo que se muestra al exterior), tema que, sobre todo al modernismo británico interesaba como reacción ante la era victoriana.

## Audiciones
A los actores de teatro, y a veces de cine y televisión, se les puede pedir que presenten monólogos en audiciones. Los monólogos de audición demuestran la capacidad de un actor para preparar una pieza y realizar una actuación. Estas piezas generalmente se limitan a dos minutos o menos y, a menudo, se combinan con un monólogo contrastante: cómico y dramático; clásica y contemporánea. La elección de los monólogos para una audición a menudo depende de la obra o el papel.

## Recursos literarios similares
Los monólogos son similares a los poemas, las epifanías y otros elementos en el sentido de que en ellos habla una sola "voz", pero hay diferencias entre ellos. Por ejemplo, un soliloquio consiste en que un personaje relata sus pensamientos y sentimientos a sí mismo y al público sin dirigirse a ninguno de los otros personajes. Un monólogo son los pensamientos de una persona en voz alta. Los monólogos también se distinguen de los apóstrofos, en los que el orador o escritor se dirige a una persona imaginaria, un objeto inanimado o una idea. Otro similar es los apartes, que se diferencian no sólo por su longitud (son más breves), sino también porque no son oídos por los demás personajes, ni siquiera en situaciones en las que lógicamente deberían serlo (por ejemplo, un diálogo entre dos personajes interrumpido por la intervención de uno de ellos).

## Historia
En el teatro griego antiguo, origen de la dramaturgia occidental, la regla convencional de los tres actores fue precedida por la de los dos, que a su vez fue precedida por una convención según la cual sólo aparecía en escena un único actor, junto con el coro. El origen del monólogo como recurso dramático, por tanto, no está enraizado en el diálogo. Al contrario, el diálogo evolucionó a partir del monólogo.
En el teatro romano se utilizaban mucho los monólogos, más que en el teatro griego o en el teatro moderno. Uno de los principales objetivos de estos monólogos era indicar el paso de grandes cantidades de tiempo (que sería tedioso representar en tiempo real) dentro de las escenas. A este tipo de monólogo se le denomina monólogo de enlace. Otros tipos de monólogo son los "monólogos de entrada" y los monólogos de salida. En cada uno de estos dos casos, la función principal es indicar el paso del tiempo.
Desde el teatro renacentista en adelante, los monólogos se centraban generalmente en personajes que utilizaban el discurso extendido para perseguir su necesidad dramática. El teatro posmoderno, en cambio, suele abrazar los aspectos performativos del monólogo, hasta el punto de cuestionar la frontera entre la representación de personajes (por ejemplo, la actuación) y los discursos autobiográficos.

## Etimología
El término monólogo tiene su origen en el griego monológos (compuesto de μόνος, mónos, "solo", "único", y λόγος, lógos, "discurso".

## Algunos monólogos célebres
En orden cronológico.
- Soliloquios, de Agustín de Hipona
- Hamlet (1603) de William Shakespeare
- El Cid (1637) de Corneille, monólogo de Don Rodrigo
- El avaro (1668) de Molière, monólogo de Harpagon
- La Princesa de Cleves (1678) de Madame de La Fayette
- La boda de Fígaro (1781) de Pierre-Augustin Caron de Beaumarchais, monólogo de Figaro
- Los Miserables (1862) de Victor Hugo, monólogo de Jean Valjean
- Ulises (1922) de James Joyce
- Las olas (1931) de Virginia Woolf, monólogos de Rhoda y Jinny
- La Caída (1956) de Albert Camus
- Bella del señor de Albert Cohen (1968), los soliloquios de Ariane, de Mariette y de Solal
- El contrabajo, monólogo teatral de Patrick Süskind
- Los monólogos de la vagina de Eve Ensler (1996)

### Ser o no ser -monólogo de Hamlet
«Ser o no ser» es un monólogo pronunciado por el príncipe Hamlet en la llamada “escena del convento” de la obra Hamlet de William Shakespeare (Acto 3, Escena 1). El monólogo debe su nombre a la frase inicial, que es una de las más conocidas y citadas de la literatura inglesa moderna y ha sido citada en muchas obras de teatro, literatura y música.
En el discurso, Hamlet contempla la muerte y el suicidio, sopesando el dolor y la injusticia de la vida frente a la alternativa, que podría ser peor. No está claro que Hamlet esté pensando en su propia situación, ya que el discurso se desarrolla en un registro abstracto y un tanto académico, acorde con su condición de (reciente) estudiante de la Universidad de Wittenberg. Además, Hamlet no está solo mientras habla porque Ofelia su amada está en el escenario esperando a que la vea, y el rey Claudio y el chambelan Polonio se han escondido para escucharle. Aun así, Hamlet parece considerarse solo y no hay indicios claros de que los demás le oigan antes de que se dirija a Ofelia, por lo que el discurso se considera casi universalmente un soliloquio sincero.

Ser, o no ser; ésa es la cuestión:

¿Si es más noble sufrir en el ánimo

Los hondazos y flechas de la ultrajante Fortuna,

O tomar las armas contra un mar de problemas,

Y, oponiéndonos, acabar con ellos? Morir, dormir;

No más: y con un sueño decir que acabamos

Con el dolor del corazón, y los mil golpes naturales

Que son herencia de la carne; ésa es una consumación

Piadosamente deseada. Morir, dormir;

Dormir, tal vez soñar: sí, ahí está el obstáculo;

Porque en ese sueño de muerte, qué sueños pueden sobrevenir

Cuando nos hayamos desprendido de nuestras tribulaciones mortales;

Eso es lo que nos detiene: ésa es la consideración

Que da tan larga vida a la calamidad;

¿Porque quién aguantaría los latigazos y desprecios del tiempo,

El agravio del opresor, la afrenta del soberbio,

Los espasmos de dolor del amor desairado, la tardanza de la justicia,

La insolencia de la autoridad, el mal trato

Que de los indignos recibe el mérito paciente,

Cuando él mismo podría saldar todas sus obligaciones

Con una daga desnuda? ¿Quién soportaría cargas,

Gruñendo y sudando bajo una vida fatigosa,

Si no temiera algo después de la muerte,

Ese país sin descubrir, de cuyos confines

Ningún viajero retorna, que desconcierta la voluntad,

Y nos hace soportar los males que nos afligen

Antes que lanzarnos hacia otros que desconocemos?

Así la conciencia nos hace cobardes a todos,

Y el matiz propio de la resolución

Se debilita con la palidez con que la reflexión lo cubre;

Y empresas de gran importancia y alcance

Con esta consideración tuercen su curso,

Y pierden el nombre de acción.

## Uso en el cine
En el cine, el monólogo puede tener diferentes funciones: si la voz del narrador actúa en off, puede servir de apoyo a la imagen fílmica, a la que a menudo resta función narrativa. A la inversa, también puede servir de apoyo a ésta o servir para justificar una elipsis temporal. Por regla general, tiene carácter de naturalidad, cuando el personaje se habla a sí mismo en voz alta, en función de la necesidad de representación. Muy frecuente, en el caso de las transposiciones cinematográficas de obras de teatro, es la transformación del monólogo en voz en off.